# VL Pyry
Il VL Pyry fu un aereo da addestramento caccia biposto, monomotore e monoplano ad ala bassa, sviluppato dall'azienda aeronautica finlandese Valtion Lentokonetehdas nei tardi anni trenta.
Impiegato dalla Suomen ilmavoimat, l'aeronautica militare del paese scandinavo, durante e dopo il termine della seconda guerra mondiale, fu utilizzato per oltre un ventennio prima di essere radiato.

## Versioni
VL Pyry Iprototipo, realizzato in un esemplare.
VL Pyry IImodello di serie, 40 costruiti.

## Utilizzatori
Finlandia
- Suomen ilmavoimat

### Riviste
- Mauno O. Salo, Jatkoa VL Myrskyn kehityshistoriaan, in Suomen siivet-lehti, n. 3, agosto 1970, ISSN no (WC · ACNP).